# Сициліана (музика)

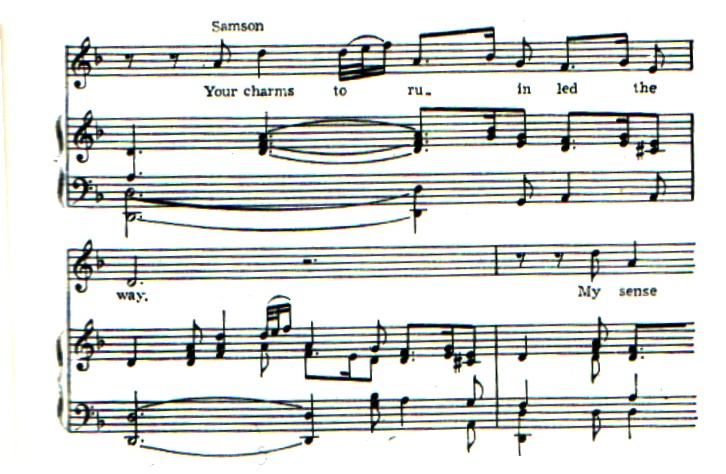
Георг Фрідріх Гендель. Сициліана з ораторії «Самсон» (фрагмент)

Сициліа́на (італ. siciliana) — старовинний пасторальний італійський танець у розмірі {\displaystyle 6/8}, {\displaystyle 9/8} або {\displaystyle 12/8}. В 14 столітті формується жанр вокальної, а пізніше й інструментальної сициліани, проте перші зразки, як і описи танцю сициліани не збереглися.
Характерними рисами сициліани є мінорний лад, пунктирний ритм, співу́чість, тричастинна побудова da capo, відсутність стакато. Сициліана набула поширення з XVII століття в творчості А. Скарлатті, Г. Генделя, Й. С. Баха, пізніше — в операх Г. Доніцетті, Дж. Верді, П. Масканьї та ін.